# Субботцевская сельская община
Субботцевская сельская община (укр. Суботцівська сільська громада) — территориальная община в Кропивницком районе Кировоградской области Украины.
Административный центр — село Субботцы.
Население составляет 12150 человек. Площадь — 536,8 км².
Община создана 12 июня 2020 года путём объединения территорий Богдановского, Владимировского, Казарнянского, Мошоринского, Субботцевского и Треповского сельских советов Знаменского района.

## Населённые пункты
В состав общины входят 23 села:
- Субботцы
  - Константиновка
  - Кохановка
- Богдановский старостинский округ:
  - Богдановка
  - Кучеровка
- Владимировский старостинский округ:
  - Васино
  - Владимировка
  - Новоромановка
  - Саблино
- Казарнянский старостинский округ:
  - Казарня
- Мошоринский старостинский округ:
  - Мошорино
- Треповский старостинский округ:
  - Барвиновка
  - Глубокая Балка
  - Долино-Каменка
  - Зелёный Гай
  - Копани
  - Меловая Балка
  - Нововодяное
  - Новополяна
  - Новотреповка
  - Спасо-Мажаровка
  - Топило
  - Треповка